# 菲律宾凤头鹦鹉

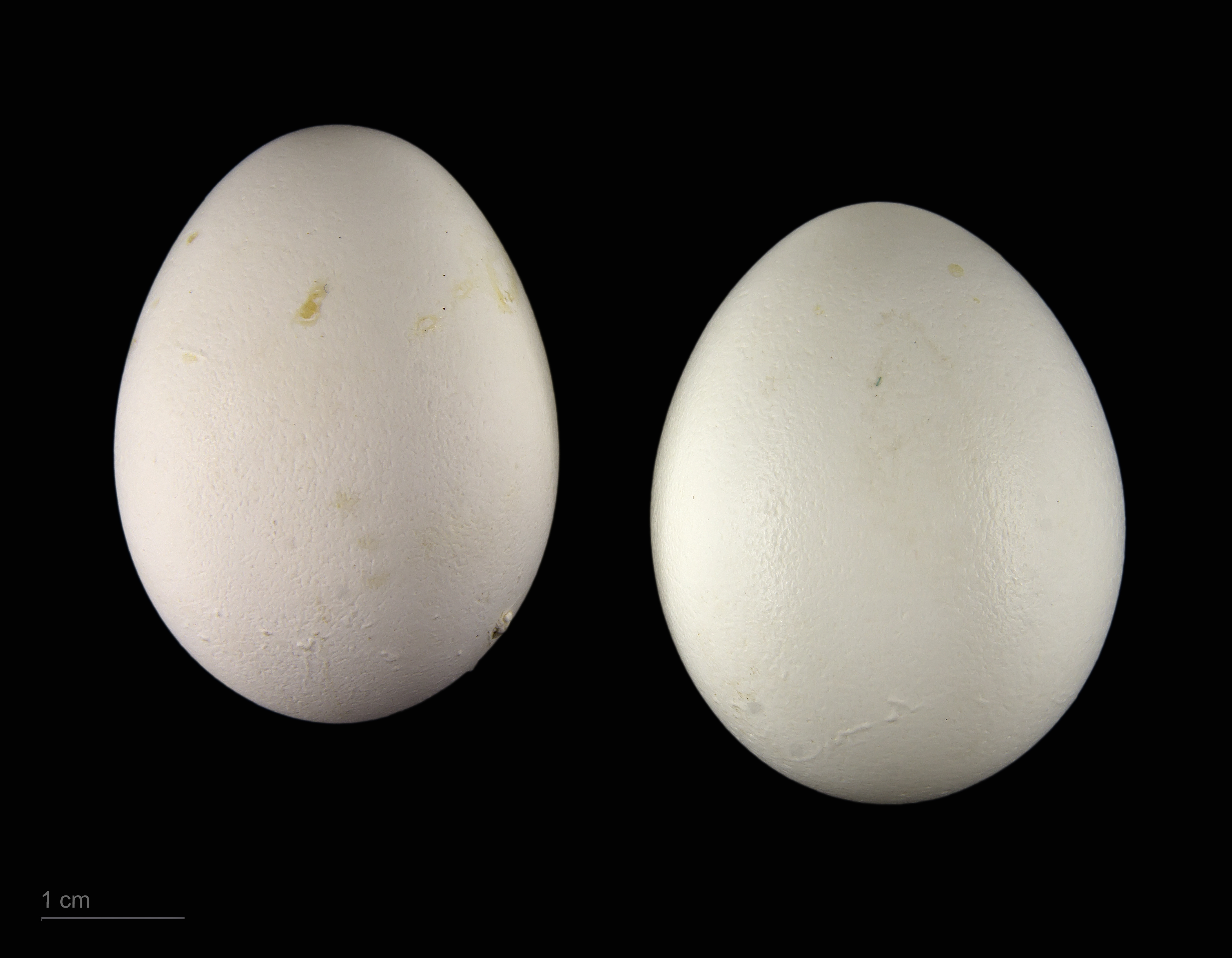
卵 Cacatua haematuropygia

菲利宾凤头鹦鹉（學名：Cacatua haematuropygia），又称红肛凤头鹦鹉，是鸚形目鳳頭鸚鵡科下的一種。身长31厘米，能发出羊叫或口哨似的叫声。分布在菲律賓，活动范围主要在树林、河岸和红树林附近。主体为白色，外观上接近杜氏凤头鹦鹉。头冠部淡红及黄色，肛门附近有橘红色羽毛，因此得名。灰白鸟喙，公鸟暗棕色虹瞙，母鸟红棕色。食物为种子、坚果、浆果和水果。每次产卵2到4枚，孵化期约28天。属于IUCN紅色名錄的極危動物。